# Metropolitní město Neapol
Metropolitní město Neapol (Città metropolitana di Napoli) je italský správní celek druhé úrovně v oblasti Kampánie, který vznikl ze stejnojmenné provincie v roce 2015 a jehož centrem je Neapol. Sousedí na severu s provinciemi Caserta a Benevento, na východě s provinciemi Avellino a Salerno. Na jihozápadě její břehy omývá Tyrhénské moře.

## Okolní provincie
| Růžice kompasu |                           | Caserta | Benevento | Růžice kompasu |
| Růžice kompasu |                           | Sever   | Avellino  | Růžice kompasu |
| Růžice kompasu | Metropolitní město Neapol |         | Avellino  | Růžice kompasu |
| Růžice kompasu | Jih                       |         | Avellino  | Růžice kompasu |
| Růžice kompasu |                           | Salerno |           | Růžice kompasu |